# Річне сільське поселення (Опарінський район)
Річне́ сільське поселення (рос. Речное сельское поселение) — адміністративна одиниця у складі Опарінського району Кіровської області Росії. Адміністративний центр поселення — селище Річний.

## Історія
Станом на 2002 рік на території сучасного поселення існували такі адміністративні одиниці:
- Паломицький сільський округ (присілки Верхній Починок, Верхня Паломиця, Нижній Починок, Нижня Паломиця, Частушонки, Чудалово)
- Річний сільський округ (селища Річний, Сєверний)

Сільське поселення було утворене згідно із законом Кіровської області від 7 грудня 2004 року № 284-ЗО у рамках муніципальної реформи шляхом об'єднання та перетворення Паломицького сільського округу та Річного сільського округу.

## Населення
Населення поселення становить 1942 особи (2017; 1981 у 2016, 2064 у 2015, 2147 у 2014, 2174 у 2013, 2211 у 2012, 2277 у 2010, 2479 у 2002).

## Склад
До складу поселення входять 6 населених пунктів:
| Населений пункт           | Населення, осіб (2002) | Населення, осіб (2010) |
| ------------------------- | ---------------------- | ---------------------- |
| Верхній Починок, присілок | 2                      | 2                      |
| Верхня Паломиця, присілок | 9                      | 4                      |
| Нижній Починок, присілок  | 6                      | 9                      |
| Нижня Паломиця, присілок  | 152                    | 106                    |
| Річний, селище            | 1241                   | 940                    |
| Сєверний, селище          | 1069                   | 1216                   |
| Частушонки, присілок      | 0                      | -                      |
| Чудалово, присілок        | 0                      | -                      |